# Alexander Oey
Alexander Oey (1960) is een Nederlandse filmregisseur van vaak controversiële documentaires. Hij maakte producties voor onder meer de VPRO, NPS en de BOS, voor programma's als Tegenlicht en De Nieuwe Wereld. Voor verschillende producties schreef hij het scenario of deed hij de cinematografie.
Met Jan Bor maakte hij een aantal films voor de Boeddhistische Omroep Stichting.

## Filmografie
- 1998: Hard Normal Weird
- 1999: Jeff Wall
- 2000: Sonic Fragments - The Poetics of Digital Fragmentation
- 2002: Zandkastelen
- 2003: Bijlmer: The Rough Guide
- 2005: Euro-Islam According to Tariq Ramadan
- 2005: De Terrorist Hans-Joachim Klein
- 2006: There is No Authority But Yourself, over de punkband Crass.
- 2006: Negotiating with Al Qaeda?
- 2006: Off the grid
- 2014: Pekka. Inside the Mind of a School Shooter